# Racosperma areolatum
Racosperma areolatum är en ärtväxtart som först beskrevs av M.W.Mcdonald, och fick sitt nu gällande namn av Leslie Pedley. Racosperma areolatum ingår i släktet Racosperma och familjen ärtväxter. Inga underarter finns listade i Catalogue of Life.